# Muzeum klasycznych samochodów na Malcie
Muzeum klasycznych samochodów na Malcie (ang. Malta Classic Car Museum) – muzeum starych pojazdów samochodowych i motocykli z lat 40-60 XX w.. Dodatkowo muzeum wyposażono w wiele innych antyków (gramofony, starodawne telewizory, szafy grające).
Muzeum zostało założone z inicjatywy Carola Galei, zapalonego entuzjasty samochodów. Eksponaty umieszczono w zaadaptowanych halach dawnej przetwórni owoców.
Obecnie w muzeum znajduje się ponad sto pojazdów, w tym:
- Jaguar C-Type z lat 50 XX w.
- Fiat 500F z 1972 r.
- Porsche 550

W planach jest dalsze poszerzanie ekspozycji.